# كيفن دان (كاهن كاثوليكي)
كيفن دان (بالإنجليزية: Kevin John Dunn)‏ هو كاهن كاثوليكي بريطاني، ولد في 9 يوليو 1950 في ستوك أون ترينت في المملكة المتحدة، وتوفي في 1 مارس 2008 في نيوكاسل أبون تاين في المملكة المتحدة بسبب ذات الرئة.